# Impero di Trebisonda
L'Impero di Trebisonda fu uno degli stati successori dell'impero bizantino, formato da Alessio Mega Comneno dopo l'Assedio di Costantinopoli del 1204, che porterà alla caduta della capitale bizantina nelle mani dei crociati e dei veneziani (quarta crociata).

## Storia

### Contesto storico

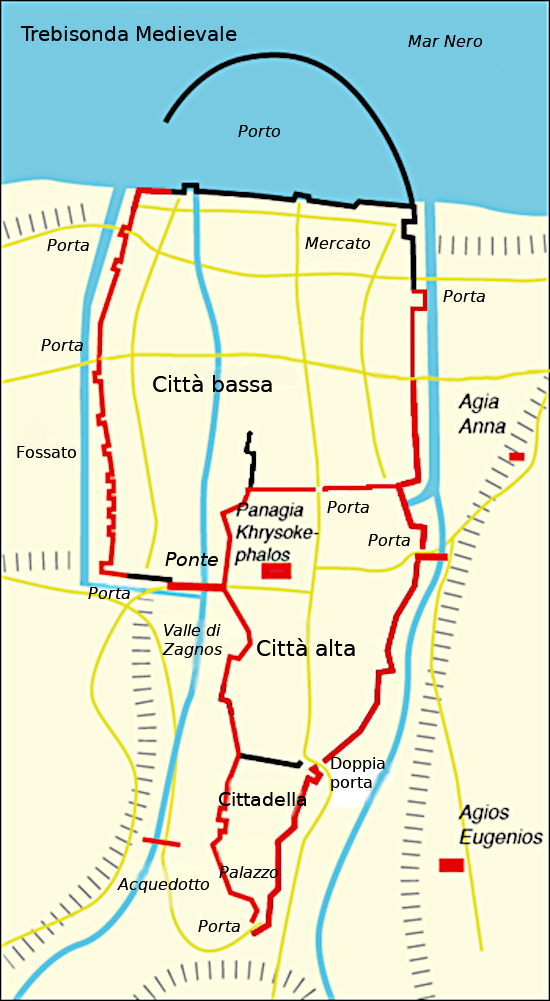
Linea della cinta muraria di Trebisonda

La città di Trebisonda era la capitale del thema della Chaldia, che secondo il geografo arabo del X secolo Abulfeda era stata in gran parte costruita sulle rovine di Egrisi. La Chaldia aveva già mostrato tendenze separatiste nel X e nell'XI secolo, quando passò sotto il controllo di un capo ribelle locale, Teodoro Gabras. L'imperatore bizantino Alessio I Comneno lo confermò governatore, ma preferì tenere il figlio di Gabras a Costantinopoli come ostaggio affinché agisse secondo buona condotta.
Forse anche per via di questa azione cautelare, Gabras si dimostrò un degno guardiano, respingendo pure un attacco georgiano a Trebisonda. Uno dei suoi successori, Gregorio Taronites, si ribellò forte del supporto del sultano della Cappadocia, ma fu sconfitto e imprigionato, salvo poi essere nominato governatore ancora una volta. Coniate descrive come tirannico il mandato del governatore Costantino Gabras, le cui azioni legittimarono l'imperatore Giovanni II Comneno a condurre una spedizione contro di lui nel 1139. Costantino Gabras fu l'ultimo governatore ribelle noto ad aver registrato la storia prima degli eventi del 1204.

### Fondazione
Assieme all'impero di Nicea retto dalla dinastia dei Lascaris e al Despotato d'Epiro della dinastia degli Angeli, l'impero di Trebisonda fu uno dei tre stati bizantini sorti dopo la caduta di Costantinopoli per opera dei Crociati nel 1204. L'impero fu fondato dai fratelli Alessio I Comneno e Davide I Comneno, che negli anni immediatamente successivi, grazie all'aiuto militare georgiano, promosso dalla loro zia materna, conquistarono rapidamente Trebisonda, Sinope e la provincia della Paflagonia, occupando una parte della fascia costiera nord-orientale dell'Anatolia all'incirca corrispondente alla regione storica del Ponto.
Alessio I e Davide I erano figli del porfirogenito Manuele Comneno, a sua volta figlio ed erede dell'imperatore bizantino Andronico I Comneno, e della moglie Rusudan di Georgia, figlia del Re Giorgio III. Il Basileus Andronico I discendeva da Davide IV il Costruttore di Georgia, tramite la madre Katay, figlia di quest'ultimo, e nel 1185 era stato deposto e trucidato da una sommossa popolare a supporto di Isacco II Angelo, che gli successe, mentre il figlio Manuele era stato accecato (in modo che la menomazione gli togliesse ogni diritto di successione) e incarcerato, morendo per le ferite riportate. Le fonti concordano che Rusudan, moglie di Manuele e madre di Alessio I e Davide I, sia riuscita a lasciare Costantinopoli per sfuggire alla persecuzione da parte di Isacco II Angelo, ma non è chiaro se la sua destinazione sia stata la Georgia, sua terra natale, o la Paflagonia, terra di origine dei Comneni.
Dopo la caduta di Costantinopoli nella Quarta Crociata, Alessio I e Davide I ottennero l'aiuto militare della zia materna fornito dalla regina Tamara di Georgia, con cui si allearono. Mentre il minore Davide I, capace e valoroso stratega militare, aveva il comando delle forze armate del piccolo Impero, comprendente Trebisonda, Sinope e la Paflagonia, Alessio I si occupò dell'amministrazione interna, fece di Trebisonda la capitale del suo impero e al pari dei sovrani degli altri due stati bizantini usò il tradizionale titolo imperiale di "imperatore e autocrate dei Romani".
I sovrani di Trebisonda si autodefinivano Megas Komnenos (grandi Comneni) e usarono il titolo imperiale tradizionale fino al 1262, quando, a seguito della restaurazione dell'impero bizantino da parte dei sovrani di Nicea, il titolo imperiale trapezuntino fu cambiato in "imperatore e autocrate dell'intero Oriente, l'Iberia e la Perateia".
Trebisonda controllava inizialmente un territorio contiguo sulla costa meridionale del Mar Nero che comprendeva le attuali province turche di Sinop, Ordu, Giresun, Trabzon, Bayburt, Gümüşhane, Rize e Artvin; nel XIII secolo arrivò a controllare anche la Perateia, che includeva le città di Cherson e Kerč in Crimea. Al comando di Davide I, coimperatore con Alessio, il nuovo impero si estese rapidamente verso occidente, occupando dapprima i dintorni di Sinope, quindi la Paflagonia e la città di Eraclea Pontica, fino ai confini con l'impero di Nicea. L'espansione ebbe vita breve: nel 1206, l'impero di Nicea strappò a Trebisonda i domini a ovest di Sinope, e Sinope stessa fu catturata dai Selgiuchidi nel 1214.

### Prosperità

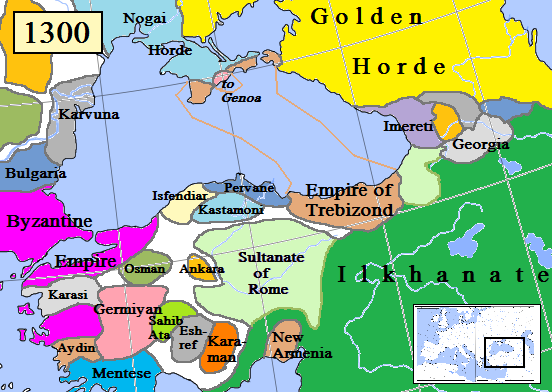
L'impero di Trebisonda nel 1300.

Mentre l'Impero di Nicea si preoccupava di riprendere Costantinopoli e impossessarsi dello stato fantoccio dell'Impero latino, che sarebbe stato poi inglobato nel 1453 dagli Ottomani, Trebisonda riuscì a sopravvivere più a lungo dei propri rivali diretti.
L'impero comneno fu perpetuamente in conflitto prima col sultanato d'Iconio, poi con gli Ottomani, oltre che con Bisanzio e le Repubbliche marinare italiane, in particolar modo con la Repubblica di Genova, che, avendo una base a Amasra, ne minacciava i confini. Militarmente debole, l'impero sopravvisse grazie alla sua rete di alleanze, aizzando uno contro l'altro gli stati vicini e offrendo in matrimonio, con ricche doti, le sue principesse, soprattutto ai capi delle tribù turche dell'Anatolia interna.
La presa di Baghdad compiuta da Hulagu Khan nel 1258 rese Trebisonda il capolinea occidentale della via della seta, facendo crescere enormemente la prosperità della città sotto l'ala protettrice dei Mongoli, localizzati anche in Crimea. Marco Polo, di ritorno in occidente dal suo viaggio in Cina, attraversò Trebisonda nel 1295. Nel corso del travagliato regno di Giovanni II (r. 1280-1297), fu raggiunta una riconciliazione con il restaurato Impero bizantino e cessarono le rivendicazioni su Costantinopoli. Trebisonda godette di un periodo di ricchezza e benessere durante il lungo regno del figlio maggiore di Giovanni, Alessio II (r. 1297-1330). Durante il suo regno, la città di Teodosiopoli appartenne all'Impero di Trebisonda per qualche anno intorno al 1310.

### Declino e crollo

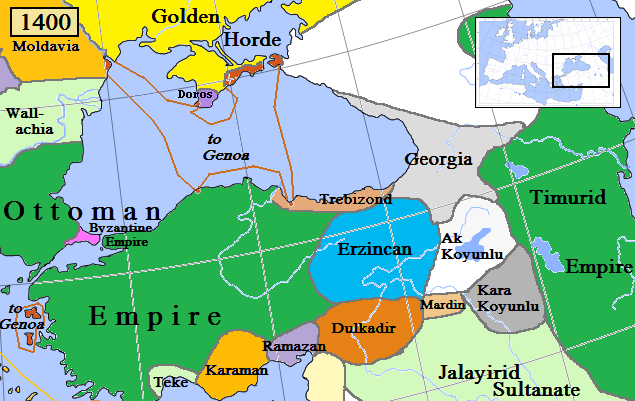
L'impero di Trebisonda (in marrone) nel 1400.

Alla fine del XIV secolo, la potenza ottomana era in rapida ascesa. Manuele III (r. 1390-1417) riuscì ancora a garantire la sopravvivenza dell'impero alleandosi con Tamerlano, emiro di Samarcanda, e traendo vantaggio dalla schiacciante vittoria conseguita dai Timuridi sugli Ottomani (battaglia di Ancyra, 1402) che bloccò temporaneamente la loro espansione nell'Anatolia orientale. Il suo successore, Alessio IV (r. 1417-1429), diede due delle sue figlie in moglie a Jahan Shah, khan dei Kara Koyunlu, e ad Ali Beg, khan degli Ak Koyunlu, che erano tra loro rivali, garantendosi ulteriore protezione; la figlia maggiore di Alessio, Maria, divenne la terza moglie dell'imperatore bizantino Giovanni VIII Paleologo.
A fronte di queste alleanze, le difese militari dell'impero rimanevano modeste: il viaggiatore spagnolo Pedro Tafur, che visitò Trebisonda nel 1437, riferì nel suo diario di viaggio che la città, pur avendo delle mura di cinta robuste, poteva contare su meno di 4000 soldati. Sotto Giovanni IV (e. 1429–1459) la situazione dell'impero si fece più critica: il sultano ottomano Murad II tentò di catturare Trebisonda per mare nel 1442, ma fu bloccato da una burrasca. Nel 1456, mentre era in corso l'assedio di Belgrado da parte di Maometto II, il governatore ottomano di Amasya attaccò la città e, sebbene sconfitto, prese molti prigionieri e riscosse un forte tributo.
Giovanni IV cercò di impedire che Trebisonda facesse la fine di Costantinopoli (presa dagli ottomani tre anni prima, nel 1453) stringendo delle alleanze: diede in sposa sua figlia a Uzun Hasan, khan degli Ak Koyunlu, in cambio della promessa di proteggere la città; ottenne inoltre la protezione degli emiri di Sinope e Karamania, e del re e dei principi di Georgia. Dopo la morte di Giovanni, gli succedette il fratello Davide II, che cercò l'appoggio di varie potenze europee in chiave anti-ottomana, alimentando le voci di oscuri piani e complotti dei Turchi per la conquista di Gerusalemme.
Maometto II, venuto a sapere di queste trattative, prese come una provocazione la richiesta di Davide II di rimuovere il tributo imposto al suo predecessore. La risposta ottomana giunse nell'estate del 1461: partito da Bursa alla testa di un'imponente armata, Maometto II dapprima si diresse verso Sinope, il cui emiro si arrese rapidamente, quindi volse a sud attraversando l'Armenia (e nominando ivi egli stesso un capo religioso col titolo di patriarca dei cristiani locali) per neutralizzare i turcomanni di Uzun Hasan. Una volta isolata Trebisonda, Maometto la raggiunse rapidamente prima ancora che gli abitanti venissero a sapere del suo arrivo, e strinse d'assedio la città. Trebisonda resistette un mese prima di arrendersi, il 15 agosto 1461. Alcuni castelli guidarono una resistenza isolata per qualche settimana, ma con la caduta della città si estinguevano le ultime vestigia dell'Impero romano d'Oriente in Anatolia. Nel 1475 gli ottomani conquistarono il principato di Teodoro, estinguendo l'ultimo stato diretto erede dell'Impero.

## Rilevanza storica
L'impero di Trebisonda prosperò grazie alle miniere d'argento e all'antica via commerciale di Tabriz. In italiano esiste il sostantivo «trebisonda», e la locuzione «perdere la trebisonda», significa «perdere la rotta» o «perdere l'orientamento» (a ricordo del fatto che Trebisonda era un luogo raggiungibile da tutte le rotte che transitavano nel Mar Nero, e quindi un rifugio in caso di tempeste); una spiegazione alternativa si può trovare nel fatto che Trebisonda fu il penultimo territorio bizantino prima che cadesse il principato di Teodoro nel 1475.